# Nora Szczepańska
Nora Szczepańska (23. května 1914, Vitebsk, Ruské impérium – 1. ledna 2004) byla polská spisovatelka, autorka dobrodružných románů z prostředí severoamerických Indiánů určených dětem a mládeži.

## Životopis
Nora Szczepańska vystudovala sociologii na univerzitě v Poznani a fakultu grafiky na Akademii výtvarných umění v Lodži. Debutovala roku 1935 jako básnířka v novinách Głos (Hlas). Byla členkou Klubu básníků Prom a roku 1938 vydala pod pseudonymem Odlanicka sbírku básní Uwiedzione źródła.
V letech 1940–1945 byla totálně nasazená v nacistické Třetí říši, nejprve v Breslau (dnešní Wroclaw) a od roku 1941 ve Vídni. Po válce žila v Lodži a věnovala se psaní knih pro děti a mládež. Roku 1977 obdržela cenu předsedy polské vlády za uměleckou činnost.

## Z díla
- Karibu i inne opowiadania (1957, Karibu a jiné povídky).
- Sprzysiężenie Czarnej Wydry (1958, Spiknutí Černé vydry), román o tragické historii indiánského povstání proti Britům v letech 1763–1766, v jehož čele stál náčelník kmene Ottawů Pontiac.
- Zemsta Karibu (1959, Karibuova pomsta).
- Dziki Anda (1961, Divoký Anda), dobrodružný román ze života severoamerických Indiánů z poloviny 18. století.
- Ucho wodza (1963, Náčelníkovo ucho), pokračování románu Divoký Anda.
- Karibu (1965), román, vzniklý spojením autorčiných knih Karibu a jiné povídky a Karibuova pomsta, vypráví o indiánském chlapci od jeho vítězného utkání s medvědem, jehož zabitím zachrání rodnou vesnici před hladem, až po jeho účast na organizovaném boji Indiánů za svobodu v 60. letech 18. století.
- Odwaga (1971, Odvaha).
- Skaza (1975).

## Česká vydání
- Divoký Anda, Albatros, Praha 1969, přeložil Josef Vlášek, znovu 1983, svazek obsahuje romány Divoký Anda a Náčelníkovo ucho.
- Karibu, Albatros, Praha 1975, přeložil Josef Vlášek,